# Менезес, Сара
Сара Менезес (порт.-браз. Sarah Gabrielle Cabral de Menezes; род. 26 марта 1990, Терезина) — бразильская дзюдоистка, олимпийская чемпионка 2012 года в категории до 48 кг, трижды бронзовый призёр чемпионатов мира (2010, 2011, 2013). Победительница панамериканских чемпионатов 2010, 2013 и 2015 годов.
Выступает в наилегчайшей весовой категории до 48 кг. Свою первую медаль на взрослом панамериканском чемпионате по дзюдо Сара выиграла в возрасте 15 лет в мае 2005 года в Кагуасе в категории до 44 кг.
В финале Олимпийских игр 2012 года в Лондоне Сара достаточно неожиданно победила олимпийскую чемпионку 2008 года и 8-кратную чемпионку Европы Алину Думитру из Румынии, которая в полуфинале выиграла у лидера мирового рейтинга японки Томоко Фукуми. Менезес стала первой в истории бразильской женщиной, выигравшей олимпийское золото в дзюдо (мужчины-дзюдоисты принесли Бразилии два золота на Играх 1988 и 1992 годов).